# Канцелярський курінь
Канцелярський курінь — спеціальний навчальний заклад напіввійськового типу в Україні у 17-18 ст. 
Заснований при Генеральній Військовій Канцелярії, функціонував у гетьманських столицях — Батурині і Глухові. Точна дата його заснування невідома. Вперше згадується у «Щоденнику» генерального підскарбія Якова Марковича під 1748. 
К.к. був покликаний готувати службовців для державних, адміністративно-судових і фінансових органів Гетьманщини. Підпорядковувався генеральному писареві, а безпосереднє керівництво здійснював старший канцелярист. 
До куреня приймали переважно вихідців із знатних козацько-старшинських родів. Кандидати на навчання повинні були добре знати граматику, риторику, основи філософії, логіку. Часто до К.к. вступали і випускники Києво-Могилянської Академії. Тих, хто успішно склав вступні іспити, приводили до присяги і вносили до списку військових канцеляристів. Проживали канцеляристи в окремому будинку-курені і знаходилися на повному державному забезпеченні (за ін. дан., навчалися за власний кошт). 
Слухачі вивчали іноземні мови, юриспруденцію, камеральні (тобто фінансово-економічні) науки, військову справу. До навчальних планів входили також співи, музика (гра на скрипці, флейті, басах) і спорт. У неділю і релігійні свята канцеляристи куреня співали у місцевій церкві і мали славу найкращих співаків у столиці. Безвідповідальність чи якась інша провина слухача К.к. каралася «посиланням на гармату» (порушник повинен був просидіти три години на військовій гарматі), що вважалося великим безчестям. 
Навчання військових канцеляристів тісно поєднувалося із практикою. Їм доручали вести окремі справи (у тому числі скарги на рішення щодо розподілу землі), а також призначали до складу різних комісій, що виїжджали для розгляду справ у полки і сотні. Прибулого військового канцеляриста зустрічали у сотні з корогвами і всіма військовими почестями. З великою повагою ставився до канцеляристів і сам гетьман. За освіченість і вишукані манери слухачів К.к. часто запрошували до гетьманського двору взяти участь у різних урочистостях. Після закінчення навчання у К.к. канцеляристи займали вищі державні посади, ставали відомими дипломатами, юристами і адміністраторами.
У літературі
А.Я. Стороженко,критикуючи під псевдонімом Андрій Царинний «Вечера на хуторе близ Диканьки» М. В. Гоголя, подав розбір «Пропавшої грамоти» з точки зору історичного наповнення твору. Заперечення в критика викликала заява старого дяка-оповідача про малу чисельність писемних людей у Батурині в часи дії повісті: "нічого і шапки підставляти, в одну жменю можна вкласти". На думку Стороженка, «во время пребывания Гетманов Малороссийских в Батурине, молодые дворяне со всей Малороссии,грамотные, стекались в сию резиденцию Гетмана, чтобы начать при нем службу, и чтобы, пройдя с пером в руке все мытарства канцелярския, со временем быть Сотниками и так далее, переменяя впоследствии перо на саблю, сообразно обстоятельствам службы».